# 卓文君

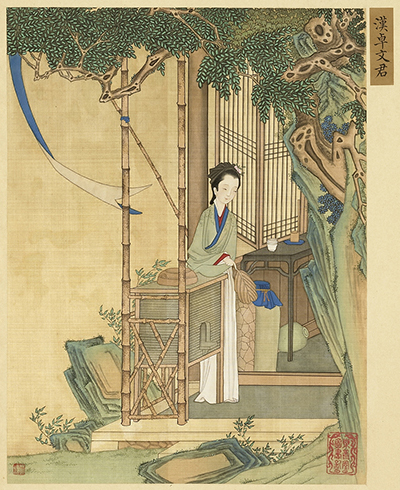
畫麗珠萃秀

卓文君，西漢人。司马相如之妻。原籍邯郸冶铁家卓氏。卓家以冶铁致富，秦始皇灭赵进行统一之际，强迫赵国富户迁移到川峡等地，邯郸城卓氏被迁临邛（今四川省邛崃市）。

## 生平

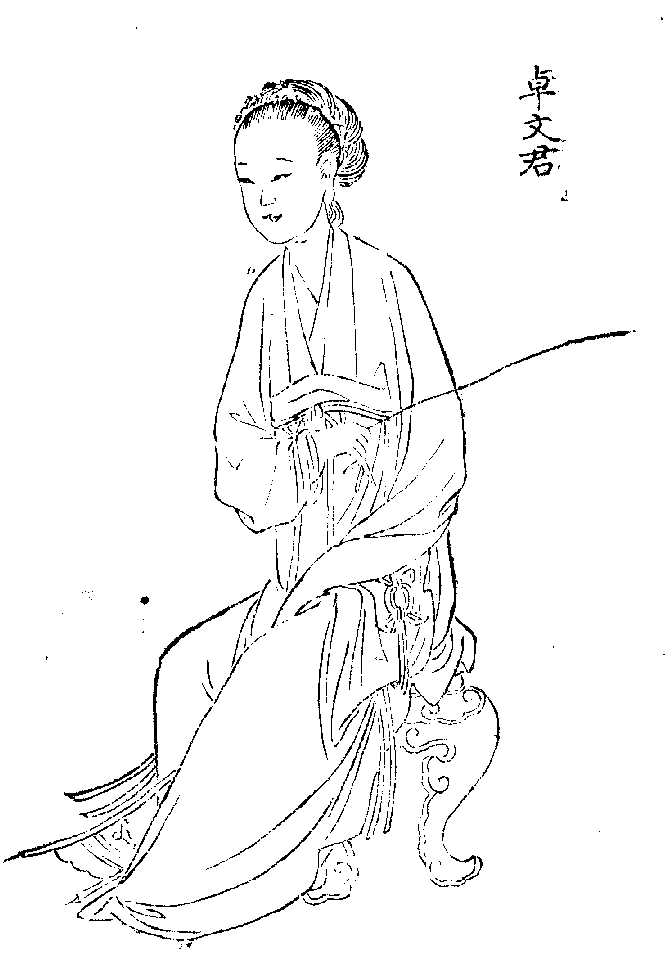
卓文君畫像，取自清陸昶輯《歷朝名媛詩詞》十二卷，乾隆三十八年（一七七二年）紅樹樓刻本。

卓文君为四川临卭巨商卓王孫之女，姿色嬌美，精通音律，善彈琴，有文名。十六歲時嫁人，卓文君先後嫁了五個丈夫，五個前後任的丈夫都早死，返回娘家寡居。沒有人敢娶她。司馬相如到卓王孙家里赴宴，得知卓文君新寡，便彈奏了一曲《鳳求凰》，傾吐愛慕之情。文君聽了相如的琴之後，當夜與相如連夜私奔逃到成都。
《西京杂记》记载：“眉色如望远山，脸际常若芙蓉，肌肤柔滑如脂”。
在成都时，夫妇二人一貧如洗，只好回临卭開小酒店為生，卓文君卖酒，司马相如洗碗，生活清苦。卓文君之父卓王孙得知后，最初卓王孙羞愧的不敢出門，後來是在親友劝谏下說你就這麼一兒一女而已，不如分些財產給他們，资助他们，所以卓王孙給了他們夫妻很大的一筆財富，也因此司馬相如跟卓文君也變成富翁，传说后来司马相如與卓文君生下一個女兒，司馬氏，唤名琴心。因正月初一生，故皇后赐名元春。
王闿运认为卓文君私奔司马相如是“史公欲为古今女子开一奇局，使皆能自拔耳”，陈锐说：“读《史记》，疑相如文君事不可入国史，推司马意，盖取其开择婿一法耳。”

## 轶事
漢武帝時，司馬相如獲得賞識，打算纳茂陵女子为妾，冷淡卓文君。於是民間传说，卓文君寫了《白头吟》給相如。
皚如山上雪，皎若雲間月。
聞君有兩意，故來相決絕。
今日斗酒會，明旦溝水頭。
躞蹀御溝上，溝水東西流。
淒淒復淒淒，嫁娶不須啼。
願得一心人，白頭不相離。
竹竿何嫋嫋，魚尾何簁簁。
男兒重意氣，何用錢刀為。
司馬相如看了之後感到慚愧，於是打消納妾的念頭。
此外，相傳司馬相如在長安，被封為中郎將時，由於自己覺得身分不凡，曾經興起休妻的念頭，因此寫了一封信，信上寫著「一二三四五六七八九十百千萬」，要卓文君立刻回信；信中數字獨欠「億」，令卓文君合曉司馬相如對自己再無「憶」，故此卓文君寫了《數字詩》，以示怨情。
|  | 一别之後，二地相懸。只說三、四月，誰知五、六年。七絃琴無心彈，八行字無可傳。九連環無故折斷，十里長亭望眼欲穿。百思念，千掛牽，萬般無奈把郎怨。 萬語千言說不完，百無聊賴十倚欄。重九登高孤身看孤雁，八月中秋月圓人不圓。七月半燒香秉燭問蒼天，六月間心寒不敢搖蒲扇。五月石榴似火，偏遇冷雨催花瓣；四月枇杷未黃，我欲對鏡心煩亂。急匆匆，三月桃花隨水轉；飄零零，二月風箏線扯斷。噫！郎君兮，盼祇盼，下一世你為女來，我為男！ |

《白頭吟》與《數字詩》皆后人所录，传說为文君作，但从风格及形式上来说，应出于好事者附会，不太可能是出于西汉时期。

## 相關文學作品
- 《西京雜記》
- 朱權《卓文君私奔相如》一卷
- 舒位《瓶笙館修簫譜》中的《卓女當壚》
- 郭沫若的劇本《三個叛逆的女性》中的《卓文君》